# Jendrassik Jenő (orvos)

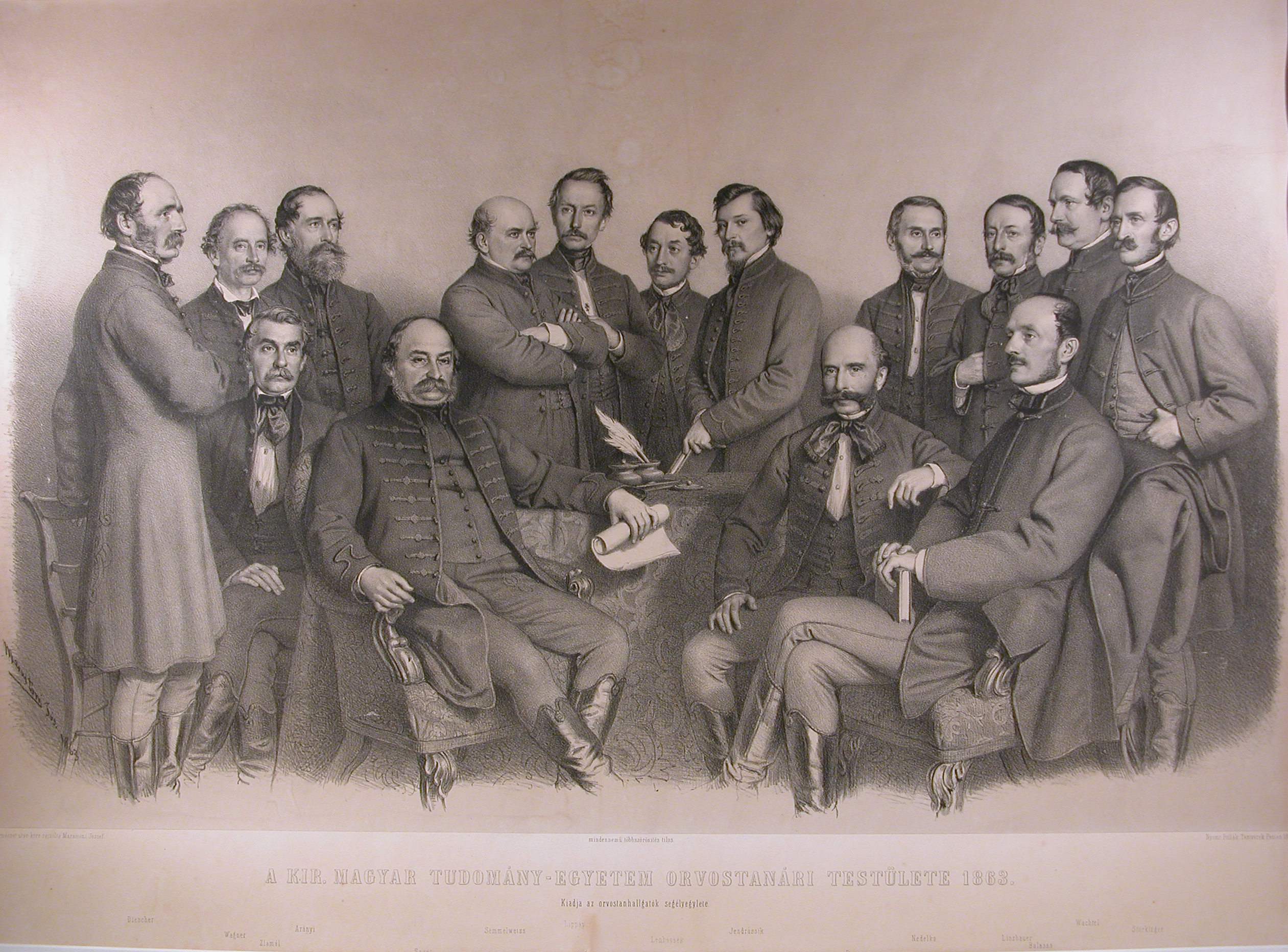
A Pesti Egyetem Orvostudományi Karának egyetemi tanárai 1863-ban. Balról jobbra állnak (1) Diescher János, (2) Wagner János, (3) Arányi Lajos, (4) Semmelweis Ignác (kezeit keresztben tartja), (5) Lippay Gáspár, (6) Lenhossék József, (7) Jendrássik Jenő, (8) Nedelkó Döme, (9) Linzbauer Ferenc, (10) Wachtel Dávid, (11) Stockinger Tamás. Ülnek: (12) Zlamál Vilmos, (13) Sauer Ignác, (14) Rupp N. János, (15) Balassa János. Festő Marastoni József

Jendrassik Jenő (nevének gyakori írásváltozata Jendrássik Jenő) (Kapnikbánya, 1824. november 18. – Budapest, 1891. március 31.) orvos, fiziológus, biofizikus, a Magyar Tudományos Akadémia levelező (1863), majd rendes (1880) tagja. Izomfiziológiai kutatásai révén az orvosi fizika (biofizika) úttörő jelentőségű magyarországi képviselője, a budapesti Élettani Intézet létrehozója és első vezetője volt. Jendrassik Ernő (1858–1921) orvos, belgyógyász, ideggyógyász és Jendrassik Alfréd (1866–1932) építész apja, Jendrassik Loránd (1896–1970) orvos, fiziológus és Jendrassik György (1898–1954) gépészmérnök, feltaláló nagyapja.

## Életútja
Középiskolai tanulmányait a nagybányai minorita gimnáziumban végezte. A pesti egyetemre iratkozott be, ahol matematikát, természettudományokat és filozófiát hallgatott. Bölcsészdoktori oklevelét 1843-ban szerezte meg, de ezt követően még két évig, 1845-ig jogi tanfolyamot végzett az egyetemen. 1847-től a Bécsi Egyetemen végzett orvosi tanulmányokat, s orvosi oklevelét végül 1853-ban vehette kézbe. Két éven keresztül műtőorvosi gyakorlatot végzett a bécsi közkórházban, majd 1855-ben megszerezte sebész- és műtőorvosi oklevelét is. Ezt követően 1857-ig a Bécsi Egyetemen Ernst Wilhelm von Brücke, illetve Lipcsében Carl Ludwig laboratóriumában végzett élettani kísérleteket. Időközben kutatásait megszakítva 1855-ben rövid időre hazatért, és a kolerajárvány Erdélybe kirendelt orvosaként tevékenykedett. 1857-ben meghívták a kolozsvári tudományegyetem Orvos-sebészi Tanintézetébe, ahol 1860-ig az élettan, gyógyszerészet, kórtan, törvényszéki orvostan és leíró bonctan tanára volt. 

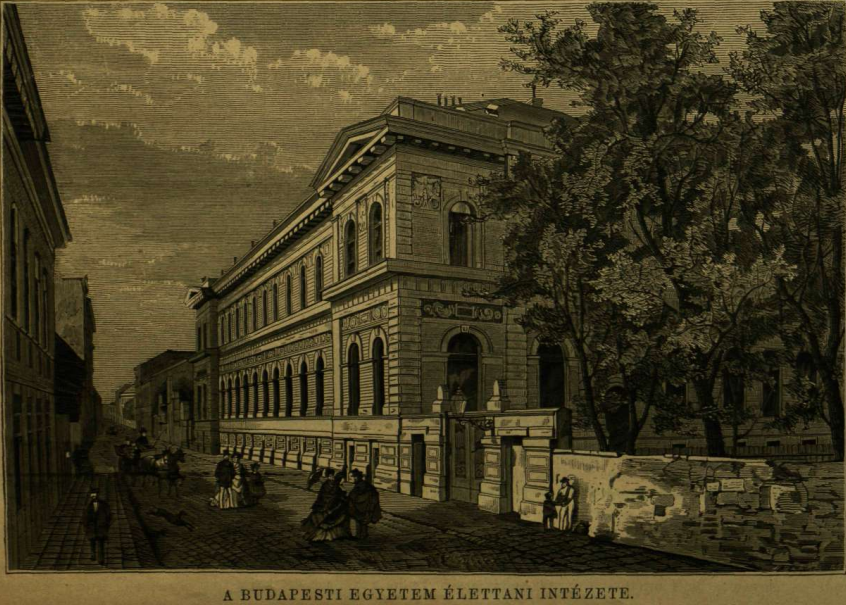
Az Élettani Intézet

1860-ban a pesti tudományegyetemen nevezték ki az élettan nyilvános rendes tanárává, s egészen haláláig az intézményben oktatott. 1876-tól az általa létrehozott egyetemi Élettani Intézetet is vezette. A fiziológia mellett 1871–1878 között az orvosi fizika tárgykörben is előadott, emellett 1867–1869-ben az orvostudományi kar dékánja, 1882–1883-ban az egyetem rektora volt.

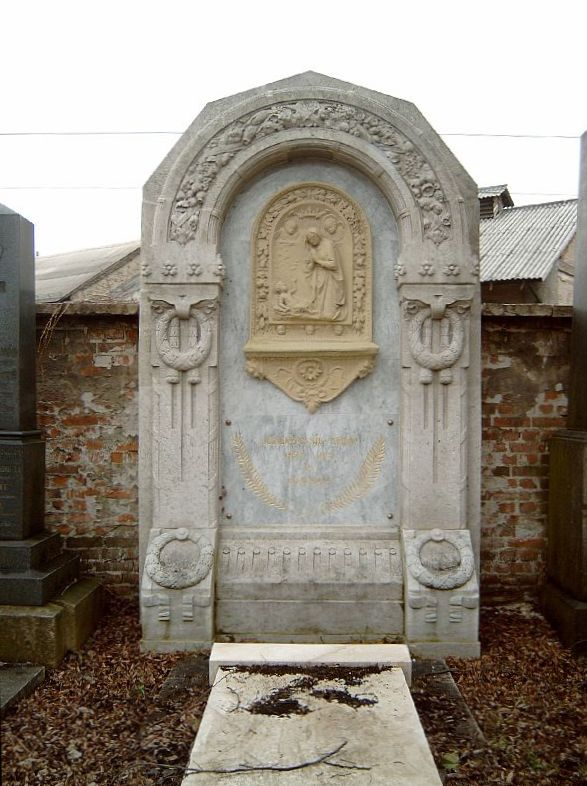
Jendrassik Jenő és fia, Jendrassik Ernő sírja a budapesti Kerepesi temetőben (J. 268.)

## Munkássága
Szakterülete elsősorban az izmok fiziológiája volt, az orvosi fizika – mai kifejezéssel élve biofizika – tudományának úttörő jelentőségű, első magyarországi művelőjeként és egyetemi tanáraként ismert. Behatóan tanulmányozta az izmok élettanát, s főként a bordaközi izmok összehangolt működését, kémiai-fizikai folyamatait és az izmok ingerelhetőségét, azaz az izomelektromosságot. Vizsgálatai során az izomműködést mágneses és elektromos folyamatok eredményeként értelmezte. Emellett foglalkozott a hallás és a látás fiziológiájával, több eljárást dolgozott ki a szemmozgás mérésére. Az 1870-es években Eötvös Loránddal együtt lefordította Hermann Ludwig von Helmholtz alapvető jelentőségű, szemészeti-élettani munkáját (Népszerű tudományos előadások, Budapest, 1874), s ennek során jelentősen hozzájárult a magyar élettani szaknyelv megalapozásához (az általa bevezetett kifejezések közül néhány: recehártya, sugárizom, ingerületi állapot).
1873–1876 között elképzelései alapján és irányítása alatt hozták létre és szerelték fel a világ akkor legkorszerűbbjei közé tartozó budapesti egyetemi Élettani Intézetet. Nevéhez fűződik több élettani mérőműszer, orvostechnikai berendezés kifejlesztése és bevezetése, mint amilyen például az izom–ideg kapcsolatot regisztráló Jendrassik-féle miográf volt. Tevékenyen részt vett az Országos Közegészségügyi Tanács megszervezésében és létrehozásában.

## Társasági tagságai és elismerései
Tudományos eredményei elismeréseként 1863-ban a Magyar Tudományos Akadémia levelező, 1880-ban rendes tagjai közé választották. 1873-tól a harmadosztályú Vaskorona-rend birtokosa volt.

## Művei
- Két új szemmérészeti mód, Pest, 1867.
- Hangelemző készülék a fül általi hangelemzésnek mintaszerű utánzására, Budapest, 1873.
- A kir. magyar tud.-egyetem élettani intézetének leírása, Budapest, 1876.
- Das neue physiologische Institut an der Universität zu Budapest, Budapest, 1877. Online
- A villamáram által az izomban előidézett áramlatok okairó, Budapest, 1878.
- Dolgozatok a m. kir. tudományegyetem élettani intézetéből, I–II-III.-IV.-V.-VI. köt., Budapest, 1878–1887. (szerk.)
- Értekezések a myomechanika köréből, Budapest, 1882.
- Helyreigazító észrevételek Thanhoffer Lajos úrnak e czímű székfoglaló értekezéséhez: Adatok a harántcsíkú izmok szerkezete és idegvégződéséhez, Budapest, 1882.
- A magától sorakoztató eső-myographium és alkalmazásának vázlata, Budapest, 1882.
- Dr. Jendrássik Jenő tanár hátrahagyott iratai, szerk. Jendrassik Ernő, Budapest, 1891.

## További irodalom
- Klug Nándor: Emlékbeszéd Jendrássik Jenő rendes tagról. Budapest, Magyar Tudományos Akadémia, 1892, 19 p.
- Krónika. Élet és Tudomány, 1999. 48. sz.